# نوپسرها کلیپیلیس
نوپسرها کلیپیلیس یک گونه سوسک از خانوادهٔ سوسک‌های شاخک‌دراز است. در سال ۱۸۹۵ این گونه توسط توسط Léon Fairmaire شرح و بررسی شد. این گونه در لائوس، ویتنام، و چین یافت شده است.

## زیرگونه‌ها
- Nupserha clypealis formosana Breuning، 1960
- Nupserha clypealis clypealis (Fairmaire، 1895)[۱]